# Sandro Andre da Silva
Sandro Andre da Silva (5 maart 1974) is een voormalig Braziliaans voetballer.
| Seizoen(en) | Club                                  | Land   | Weds | Goals |
| ----------- | ------------------------------------- | ------ | ---- | ----- |
| 1995        | SE Palmeiras                          | BRA    |      |       |
| 1996        | Esporte Clube Taubate                 | BRA    |      |       |
| 1996-2001   | Royal Antwerp                         | België | 155  | 24    |
| 2001-2002   | Guadalajara                           | MEX    |      |       |
| 2002        | Deportivo Italchacao Futbol Club      | VEN    |      |       |
| 2003        | Kashiwa Antlers                       | JPN    |      |       |
| 2004        | Aval Futebol Club                     | BRA    |      |       |
| 2004        | Club Olimpia Asuncion                 | PAR    |      |       |
| 2005-2007   | Guantigueta Esporte Clube             | BRA    |      |       |
| 2007        | Centro de Futebol Zico Rio de Janeiro | BRA    |      |       |
| 2008        | Club Union La Calera                  | CHI    |      |       |
| 2009-2010   | Esporte Clube Taubate                 | BRA    |      |       |
| 2010        | Sao José Esporte Clube                | BRA    |      |       |
| 2011        | Club Atlético Sorocaba                | BRA    |      |       |
|             |                                       | Totaal | '    | '     |